# Giovanni Legrenzi
Giovanni Legrenzi (Clusone, 1626 – Venezia, 27 maggio 1690) è stato un compositore e organista italiano dell'epoca barocca. Fu uno dei più importanti compositori a Venezia nel tardo XVII secolo ed ebbe un ruolo di primo piano nello sviluppo del linguaggio musicale barocco nell'Italia settentrionale.

## Biografia
Legrenzi nacque a Clusone, in provincia di Bergamo, dove fu battezzato il 12 agosto 1626, e ricevette i primi insegnamenti musicali dapprima nella sua città natale, dal padre, Giovanni Maria, e poi, fra il 1639 e il 1643, presso l'Accademia Mariana di Bergamo, istituzione in cui gli avviati al sacerdozio dovevano affrontare anche rigorosi studi musicali.
Fu organista con Maurizio Cazzati nella basilica di Santa Maria Maggiore dal 30 agosto 1645 all'ottobre 1656. Nel novembre dello stesso anno accettò un impiego a Ferrara, dal marchese Ippolito Bentivoglio, padre della poetessa Calcagni Matilde come maestro di cappella dell'Accademia dello Spirito Santo, che mantenne fino al gennaio 1665.
Rifiutata l'offerta di ritornare a lavorare in Santa Maria Maggiore a Bergamo, nel 1669 si candidò al posto di maestro di cappella al Duomo di Milano, come successore di Michelangelo Grancini. Ottenuti nel giudizio del 29 novembre 1669 lo stesso numero di voti di Giovanni Antonio Grossi, Legrenzi fu invitato a sottoporsi a un secondo concorso, ma preferì ritirarsi.
Tra il 1670 e il 1676 Legrenzi operò a Venezia come maestro di musica presso la chiesa di Santa Maria dei Derelitti nota più comunemente come Chiesa dell'Ospedaletto. Oltre all'insegnamento della musica alle "putte" dell'ospedale veneziano Legrenzi svolse un'intensa attività di maestro di cappella e compositore a beneficio di questa istituzione.
A partire dal 1671 Legrenzi era stato nominato anche maestro di coro della locale congregazione dei filippini, i quali dal 1667 avevano avviato una regolare attività musicale legata alle riunioni oratoriali presso la chiesa di Santa Maria della Fava. Per questa modesta, ma rinomata, attività musicale Legrenzi compose ben undici oratori.
Il 30 aprile 1676 Legrenzi tentò di ottenere il posto di maestro di cappella in San Marco, ma per un solo voto gli fu preferito Natale Monferrato; il 7 luglio fu tuttavia nominato maestro di coro all'ospedale dei Mendicanti, e succedette poi a Monferrato come maestro di cappella di tale istituzione il 26 gennaio 1683. L'insuccesso del 1676, tuttavia, non pregiudicò la carriera di Legrenzi in San Marco; il 5 gennaio 1683 egli divenne infatti vicemaestro della cappella marciana e soltanto due anni dopo, il 23 aprile 1685, fu nominato maestro della prestigiosa istituzione e mantenne l'incarico fino alla morte. Sotto la sua direzione l'organico stabile della cappella di San Marco raggiunse il massimo della consistenza, fino a comprendere 36 cantanti e 34 strumentisti.
Ammalatosi gravemente nel 1687, Legrenzi si spense a Venezia il 27 maggio 1690 e venne seppellito in Santa Maria della Fava. Tra i suoi studenti figurano i nomi di Francesco Gasparini, Giovanni Varischino, Giovanni Sebenico e Tomaso Albinoni. Non è escluso che anche Giovanni Battista Bassani, abbia studiato con il maestro Clusonese, nel periodo compreso fra il 1660 e il 1670 (gli anni della sua formazione) e da lui abbia appreso quello stile tardobarocco, del quale in seguito egli sarebbe diventato influente rappresentante.

## Composizioni

### Opere a stampa
- Concerti Musicali per uso di Chiesa, Op. I (Venezia, Alessandro Vincenti, 1654)
- Sonate a due, e tre. Op. II (Venezia, Francesco Magni, 1655)
- Harmonia d'affetti Devoti a due, tre, e quattro voci. Op. III (Venezia, Alessandro Vincenti, 1655)
- Sonate da Chiesa, e da Camera, Correnti, Balletti, Alemane, Sarabande a tre, doi violini e violone. Libro Secondo. Op. IV (Venezia, Francesco Magni, 1656)
- Salmi a cinque, tre voci e due violini. Op. V (Venezia, Francesco Magni, 1657)
- Sentimenti Devoti Espressi con le musica di due e tre voci. Libro Secondo. Op. VI (Venezia, Francesco Magni, 1660)
- Compiete con le Lettanie & Antifone Della B.V. a 5 voci. Op. VII (Venezia, Francesco Magni, 1662)
- Sonate a due, tre, cinque e sei stromenti. Libro 3. Op. VIII (Venezia, Francesco Magni, 1663)
- Sacri e Festivi Concerti. Messa e Salmi a due chori con stromenti a beneplacito. Op. IX (Venezia, Francesco Magni, 1667)
- Acclamationi Divote a voce sola. Libro Primo. Op. X (Bologna, Giacomo Monti, 1670)
- La Cetra. Libro Quarto di Sonate a due, tre e quattro stromenti. Op. X (in vero Op. XI: Venezia, Francesco Magni, 1673 e 1682)
- Cantate e Canzonette a voce sola. Op. XII (Bologna, Giacomo Monti, 1676)
- Idee Armoniche Estese per due e tre voci. Op. XIII (Venezia, Francesco Magni, 1678)
- Echi di Riverenza di Cantate e Canzoni. Libro Secondo. Op. XIV (Bologna, Giacomo Monti, 1678)
- Sacri Musicali Concerti a due e tre voci. Libro Terzo. Op. XV (Venezia, Giuseppe Sala, 1689)
- Balletti e Correnti a cinque stromenti con il basso continuo per il cembalo. Libro Quinto Postumo. Op. XVI (Venezia, Giuseppe Sala, 1691)
- Motetti Sacri a voce sola con tre strumenti. Op. XVII (Venezia, Giuseppe Sala, 1692)

### Drammi per musica
- Nino il giusto (Ferrara, Teatro di Santo Stefano, 1662)
- L'Achille in Sciro (di Ippolito Bentivoglio. Ferrara, Teatro di Santo Stefano, 1663)
- Zenobia e Radamisto (di Ippolito Bentivoglio. Ferrara, Teatro Bonacossi, 1665)
- Tiridate (di Ippolito Bentivoglio con revisione di Nicolò Minato. Venezia, Teatro San Salvatore, 1668)
- Eteocle e Polinice (di Tebaldo Fattorini. Venezia, Teatro San Salvatore, 1674)
- La divisione del mondo (di Giulio Cesare Corradi. Venezia, Teatro San Salvatore, 1675)
- Adone in Cipro (di Giovanni Matteo Giannini. Venezia, Teatro San Salvatore, 1675)
- Germanico sul Reno (di Giulio Cesare Corradi. Venezia, Teatro San Salvatore, 1676)
- Totila (di Matteo Noris. Venezia, Teatro SS. Giovanni e Paolo, 1677)
- Antioco il grande (di Girolamo Frisari. Venezia, Teatro San Giovanni Grisostomo, 1681)
- Il Creso (di Giulio Cesare Corradi. Venezia, Teatro San Giovanni Grisostomo, 1681)
- Il Pausania (di Girolamo Frisari. Venezia, Teatro San Salvatore, 1681)
- Lisimaco riamato da Alessandro (di Giacomo Sinibaldi e Aurelio Aureli. Venezia, Teatro San Salvatore, 1682)
- Ottaviano Cesare Agusto (di Nicolò Beregan. Mantova, Teatro Ducale, 1682)
- I due cesari (di Giulio Cesare Corradi. Venezia, Teatro San Salvatore, 1682)
- Giustino (di Nicolò Beregan. Venezia, Teatro San Salvatore, 1683)
- L'anarchia dell'imperio (di Tomaso Stanzani. Venezia, Teatro San Salvatore, 1683)
- Publio Elio Pertinace (di Pietro d'Averara. Venezia, Teatro San Salvatore, 1684)
- Ifianassa e Melampo (di Giovanni Andrea Moniglia. Villa Medicea di Pratolino, Firenze,1685)

### Oratori
- Oratorio del Giuditio (di Ippolito Bentivoglio. Vienna, 1665 e Venezia, 1672)
- Oratorio della Passione (Venezia, 1671)
- Sedecia (Venezia, 1671 e Ferrara, 1676; col titolo Il Sedecia)
- La creation del Mondo (Venezia, 1672)
- Sisara (Venezia, 1672 e Ferrara, 1678; col titolo Il Sisara)
- Moisè (Venezia, 1672)
- Il cuor umano all'incanto (di Pier Matteo Petrucci. Venezia, 1673 e Ferrara, 1676; col titolo La vendita del core humano)
- La morte del cuor penitente (Venezia, 1673)
- San Giovanni Battista (Venezia, 1673 e Ferrara, 1678; col titolo Decollatione di San Giovanni)
- Adamo et Eva (Venezia, 1674)
- Heli (Venezia, 1674)
- Gli sponsali d'Ester (Venezia, 1675; Bologna, 1676 e Ferrara, 1677; col titolo Gli sponsali di Ester coronata)
- L'Erodiade overo La morte di San Giovanni Battista (di Giovanni Battista Neri. Venezia, 1687)

## Registrazioni
- Harmonia d'affetti devoti, op. 3. Nova Ars Cantandi, direttore Giovanni Acciai, NAXOS 8.579123-24 (2 CDs), dicembre 2021
- Compiete, op. 7. Nova Ars Cantandi, direttore Giovanni Acciai, NAXOS 8.579086, dicembre 2020
- Concerti musicali per uso di Chiesa Op. 1 (doppio CD: 1 "Messa a 4 Voci e Doi Violini", 2 "Vesperae Solemnes de Confessore"), Oficina Musicum, Direttore Riccardo Favero, Dynamic CDS 653, gennaio 2010.[2]
- Testamentum Missa Lauretana Quinque Vocibus, Oficina Musicum Direttore Riccardo Favero Dynamic CDS 710, marzo 2012
- Il Sedecia Oratorio in due parti, Oficina Musicum Direttore Riccardo Favero Dynamic CDS 711, giugno 2012
- La Morte Del Cor Penitente, Oratorio in due parti Sonatori de la Gioiosa Marca, Divox Gennaio 1996